# Pietro Pavesi
Pour les articles homonymes, voir Pavesi.
Pietro Pavesi, né le 24 septembre 1844 à Pavie et mort le 31 août 1907 à Asso près du lac de Côme, est un zoologiste italien.
Après des études à Pavie, il est nommé professeur au lycée de Lugano en 1866, puis, en 1871 à l’université de Naples et de Gênes. Il revient, en 1875, à Pavie, où il enseigne la zoologie et dirige le muséum de la ville.
Il s’intéresse à de nombreux sujets d’histoire naturelle dont l’ornithologie, la pisciculture, la limnologie et l’arachnologie.

## Œuvres
- «Aracnidi», in Giuseppe Balsamo Crivelli et al., Notizie naturali e chimico-agronomiche sulla provincia di Pavia, Pavia, Tipografia in ditta eredi Bizzoni, 1864.
- Giovanni Canestrini e Pietro Pavesi, Araneidi italiani, Milano, tip. Bernardoni, 1869.
- Giovanni Canestrini e Pietro Pavesi, Catalogo sistematico degli Araneidi italiani, Bologna, tipi Fava e Garagnani, 1870.
- (it) Pietro Pavesi, Ordine e statuti del paratico dei pescatori di Pavia, Pavie, Fratelli Fusi, 1894 (lire en ligne)
- Il bordello di Pavia dal XIV al XVII secolo, e i soccorsi di S. Simone e S. Margherita, Milano, Ulrico Hoepli Edit., 1897.
- La strada delle catene, Pavia, Stabilimento tipografico succ. Bizzoni, 1897; ristampa: Pavia, Tipografia Fusi, 1955.
- Le fiere di Pavia, Pavia, tip. popolare, 1898.
- L'abate Spallanzani a Pavia, cenni storici, Milano : tip. Bernardoni di C. Rebeschini e c., 1901.
- Il prospetto delle lezioni Spallanzani, scritto da lui medesimo, Pavia, Stab. tip. Successori Bizzoni, 1903.
- Un'altra pagina di storia dell'università pavese, Pavia, Premiato stab. tip. successori Bizzoni, 1906.

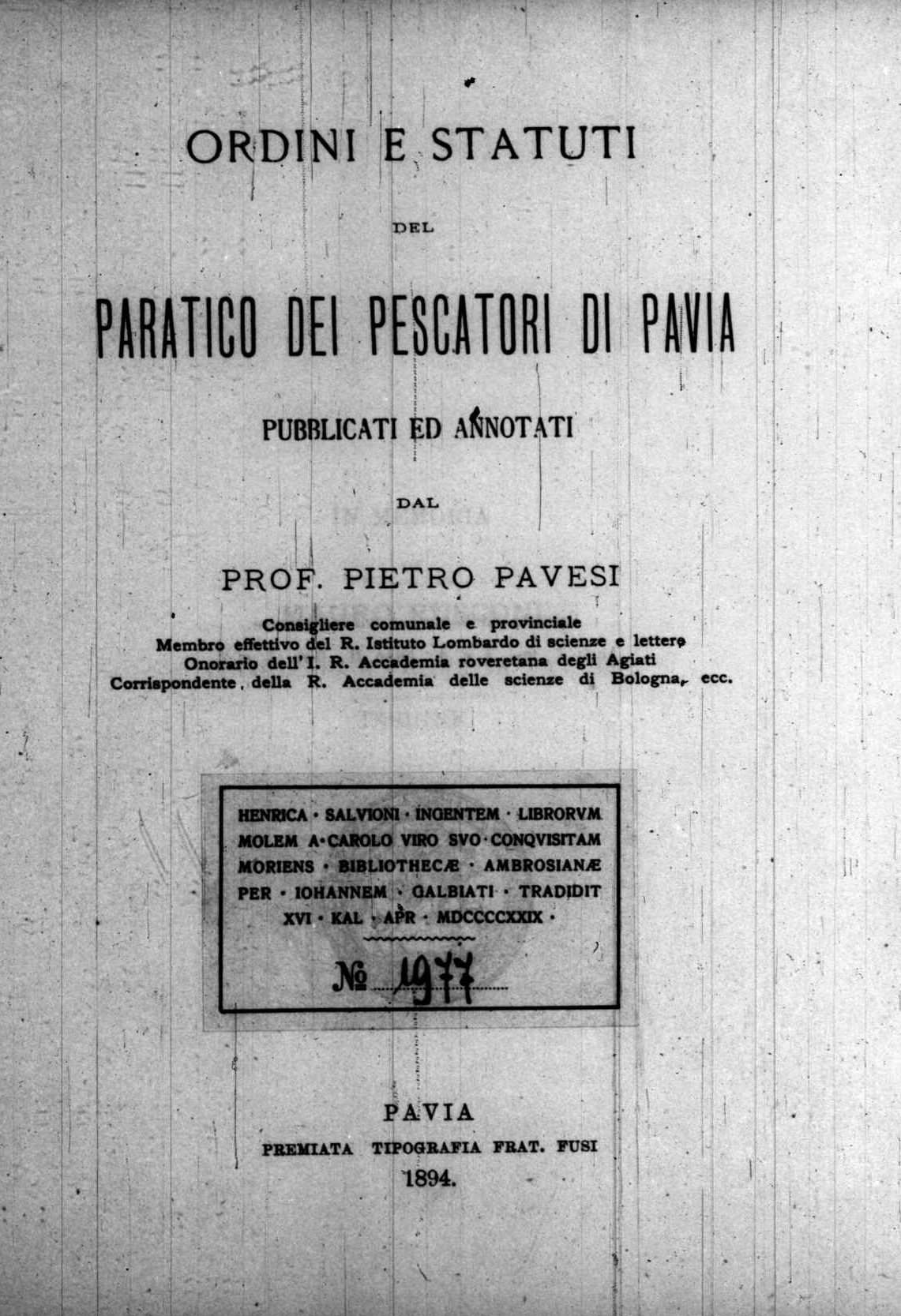
Ordine e statuti del paratico dei pescatori di Pavia (Ordines et statuta Paratici Piscatorum Papiae), 1894